# 台塑王氏昆仲公園

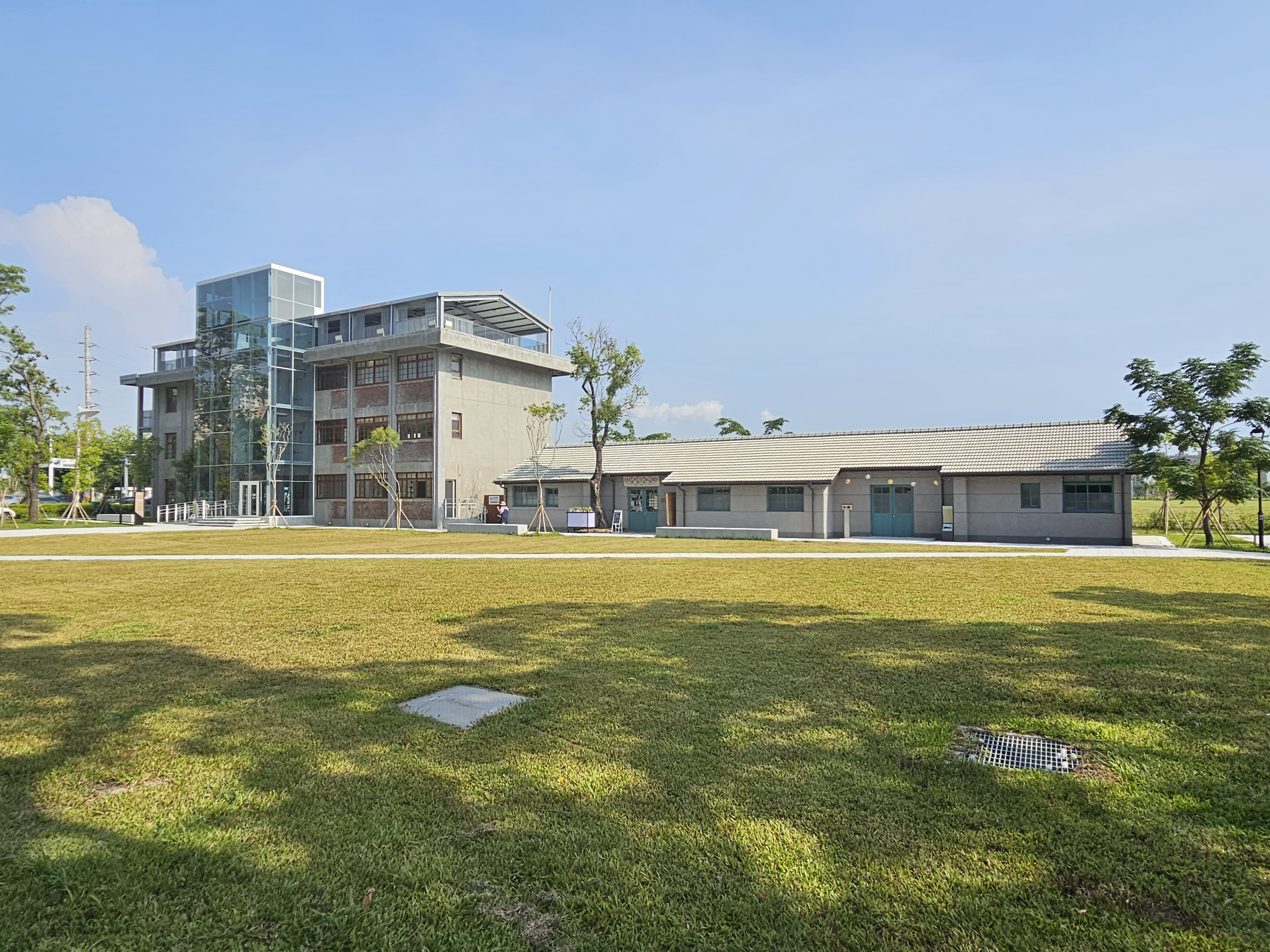
公園一景

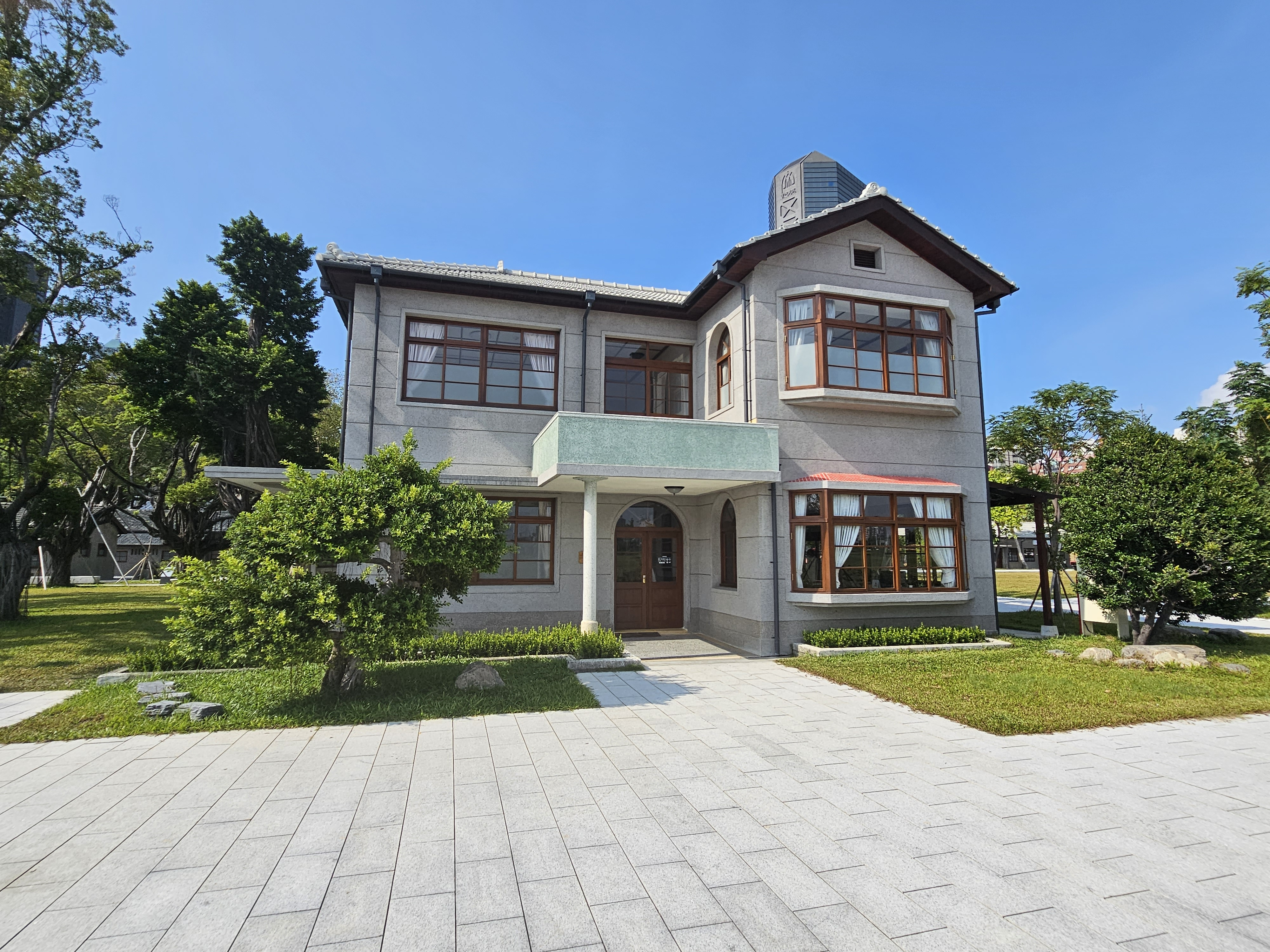
王永在創辦人宿舍

台塑王氏昆仲公園位於臺灣高雄市前鎮區，所在地曾是台塑高雄廠。台塑高雄廠於2014年4月停產後，廠區保留部分建物，並將原廠區的一部份改建為公園。戶外園區於2023年1月6日正式開放，整座公園則在同年4月15日正式開放。
園區保存下來的建築物，分別列為「王永在創辦人宿舍」（紀念建築）和「原台塑高雄廠區及宿舍區」（歷史建築）兩項文化資產。